# ونکلیو (میسیسیپی)
ونکلیو (به انگلیسی: Vancleave) مکانی در ایالت میسیسیپی کشور ایالات متحده آمریکا است که جمعیت آن در سرشماری سال ۲۰۱۰ میلادی، ۵٬۸۸۶
نفر بوده‌است.